# Internationale Boekenbeurs van Caïro

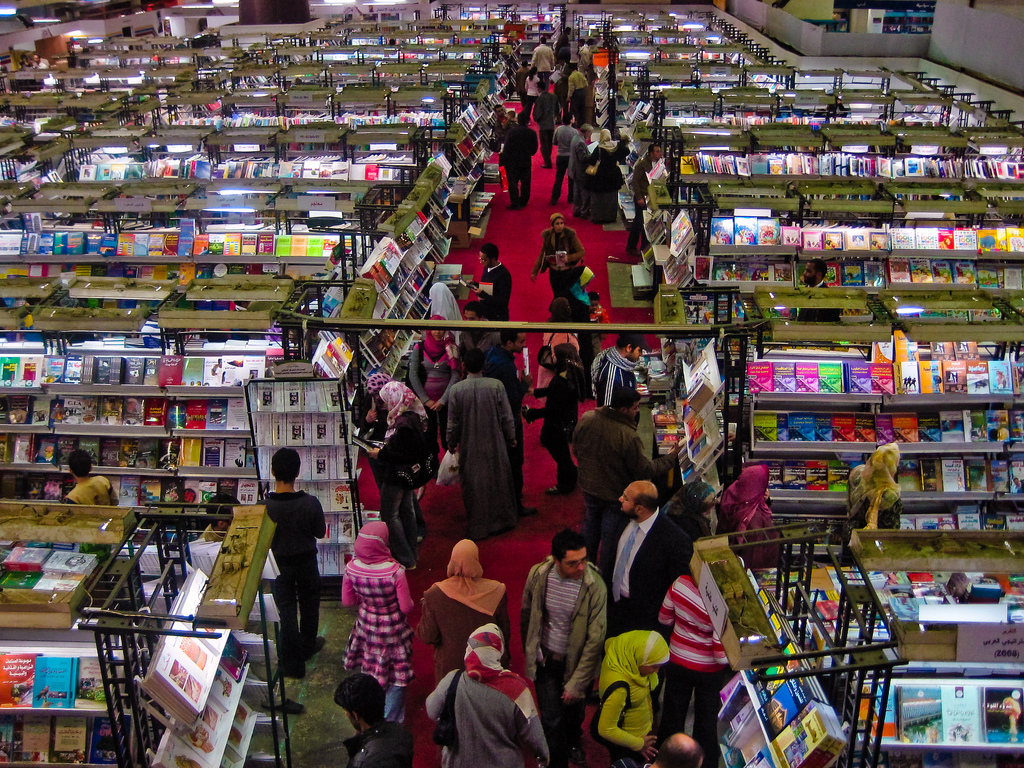
Publiek langs de duizenden boeken op 3 februari 2009 tijdens de 41e editie

De Internationale Boekenbeurs van Caïro is de grootste en oudste boekenbeurs in de Arabische wereld. De beurs wordt elk jaar aan het eind van januari gehouden in de Egyptische hoofdstad Caïro, dicht bij de Al-Azhar Universiteit in de internationale beurshal van het stadsdistrict Madinat Nasr. De beurs wordt georganiseerd door de algemene Egyptische boekenorganisatie en werd voor het eerst gehouden in 1969, het jaar waarin de duizendste verjaardag van Caïro werd gevierd.
De boekenbeurs is een van de grootste in de wereld en trekt jaarlijks rond twee miljoen  bezoekers. Naast boeken worden er ook video's en andere media gepresenteerd. Verder vinden er lezingen en andere publieke activiteiten plaats gedurende de drie weken dat de beurs plaatsvindt. Het materiaal wordt voornamelijk gepresenteerd in het Arabisch, maar ook in andere talen zoals het Engels. De beurs heeft het doel het gewone publiek aan te trekken en niet zozeer de literaire vertegenwoordigers en heeft daar het programma op aangepast, met mainstreamthema's en -activiteiten in de open lucht tot en met vuurwerk om het grote publiek te vermaken.
De beurs is meermaals verweten censuur toe te passen omdat boeken bijvoorbeeld regeringkritisch, seksueel aanstootgevend of cultureel controversieel zouden zijn. Andersom kreeg de beurs ook kritiek een bepaald genre juist wel te presenteren. In 2000 leidde dit tot heftige protesten waarbij tientallen mensen werden gearresteerd en verwond. In 2005 werden enkele boekenverkopers en activisten op de beurs gearresteerd vanwege het verspreiden van foute propaganda tegen de regering en het presenteren van communistisch werk.